# Adolf von Glümer

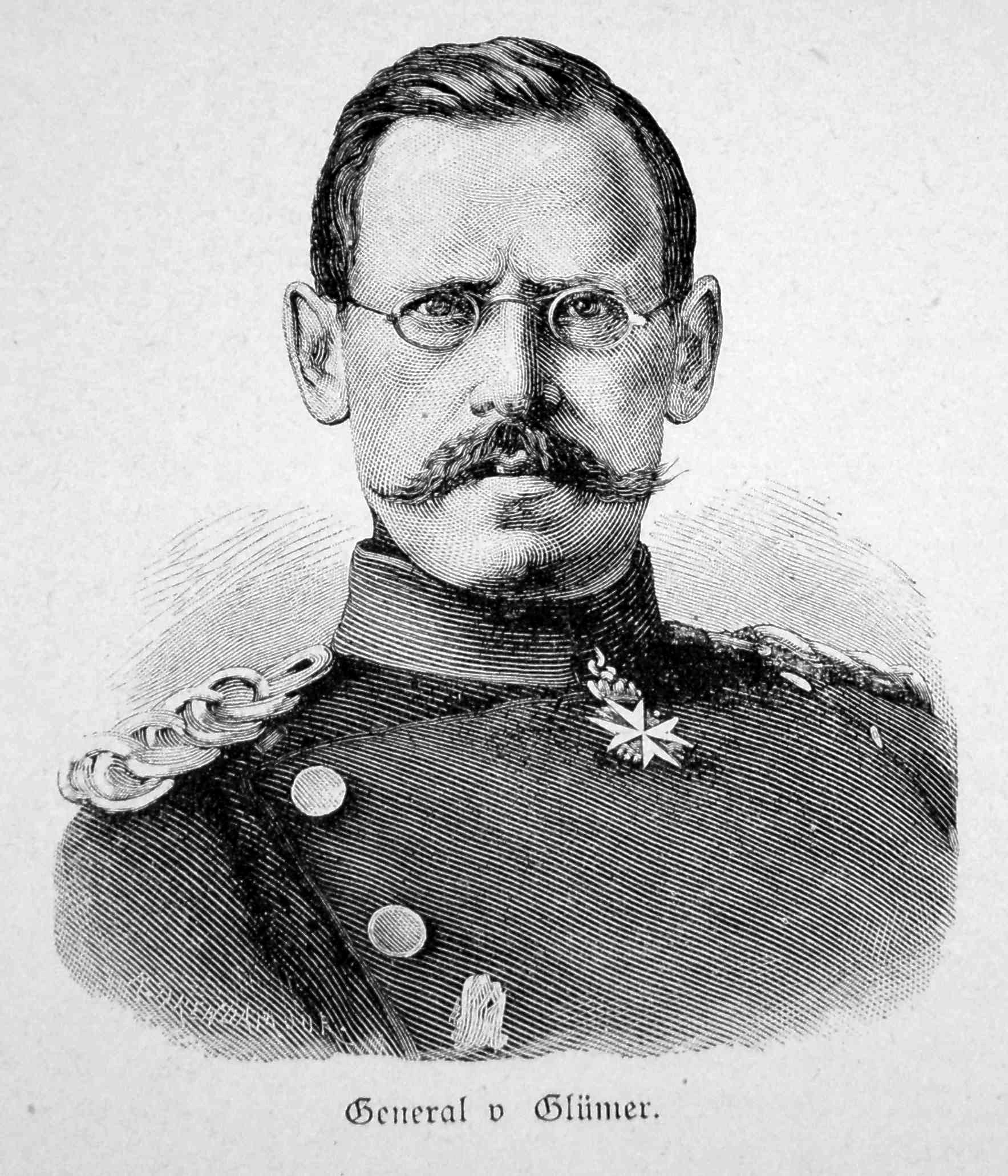
Tướng Adolf von Glümer

Heinrich Karl Ludwig Adolf von Glümer (5 tháng 6 năm 1814 tại Lengefeld – 3 tháng 1 năm 1896 tại Freiburg im Breisgau) là một sĩ quan quân đội Phổ, được thăng đến cấp Thượng tướng Bộ binh. Ông đã tham gia chỉ huy các lực lượng Phổ - Đức trong cuộc Chiến tranh Áo-Phổ (1866) và Chiến tranh Pháp-Đức (1870 – 1871).

## Cuộc đời
Glümer đã nhập ngũ trong Trung đoàn Bộ binh số 26 vào năm 1831 và học tại Học viện Quân sự Phổ. Từ năm 1842 cho đến năm 1843, ông tham gia trong Lữ đoàn Pháo binh Cận vệ, và sau đó là cục trưởng cục đo đạc địa hình của Bộ Tổng tham mưu. Tiếp theo đó, từ năm 1847 cho đến năm 1851, ông là sĩ quan phụ tá trong Lữ đoàn Dân binh số 7, vào năm 1849 ông tham gia trấn áp bạo động tại Baden. Vào năm 1851, ông lên quân hàm Đại úy và trở thành một đại đội trưởng. Vào năm 1856, ông được phong cấp Thiếu tá trong bộ tham mưu của Sư đoàn số 11 và đến năm 1858 ông vào bộ tham mưu của Quân đoàn VI.
Vào năm 1859, ông trở lại phục vụ quân ngũ với cương vị là Tư lệnh của tiểu đoàn bắn súng trường trong Trung đoàn Bộ binh số 23 tại Neisse, sau đó là giám đốc Trường Sư đoàn địa phương và sau đó lên cấp Thượng tá. Vào tháng 10 năm 1861, ông được bổ nhiệm làm Đại tá của Trung đoàn Phóng lựu "Graf Kleist von Nollendorf" (Tây Phổ số 1) số 6.
Trong cuộc Chiến tranh nước Đức năm 1866, Glümer lên cấp Thiếu tướng và chỉ huy một lữ đoàn thuộc sư đoàn dưới quyền tướng von Bayer trong Binh đoàn Main, và tham gia trong các trận đánh tại Hammelburg, Helmstadt, Roßbrunn và Würzburg. Sau khi cuộc chiến tranh chấm dứt, Glümer giữ cương vị Tư lệnh Lữ đoàn Bộ binh số 32 tại Trier vào ngày 18 tháng 7 năm 1870 ông được bổ nhiệm làm Tướng Tư lệnh của Sư đoàn số 13.
Trong cuộc Chiến tranh Pháp-Đức (1870 – 1871), ông đã tham gia trong trận Spicheren vào ngày 6 tháng 8, chiếm đóng Forbach vào ngày 7 tháng 8. Ngoài ra, các lực lượng của ông cũng tham gia chiến đấu tại Colombey-Nouilly vào ngày 14 tháng 8 và tại Gravelotte vào ngày 17 tháng 8. Tiếp theo đó, ông tham gia trong cuộc vây hãm Metz, cho đến khi được bổ nhiệm làm Sư trưởng của Sư đoàn Đại Công quốc Baden. Tuy nhiên, do lâm bệnh nặng, phải đến ngày 9 tháng 12 năm 1870, ông mới nhận chức tư lệnh tại Dijon.
Đến ngày 18 tháng 12, quân của ông đã tấn công các lực lượng nhỏ hơn một chút của tướng Camille Crémer trong trận Nuits Saint Georges. "Để đánh đuổi một kẻ thù được vũ trang tốt và bền bỉ ra khỏi một vị trí có bản chất thuận lợi", quân đội của ông chịu thương vong cao, trong đó có Glümer và Vương công Wilhelm xứ Baden (đều bị thương nhẹ). Trận giao chiến quyết liệt đã kết thúc với thất bại ê chề của quân Pháp, trong đó phía Pháp chịu rất nhiều thiệt hại về sĩ quan, binh lính và quân trang. Trong trận sông Lisaine vào tháng 1 năm 1871, Glümer trấn giữ Montbéliard và giữ được vị trí bất lợi của mình trước mọi đợt tấn công của quân Pháp.
Sau khi hòa bình được lập lại, ông ở lại Baden, được bổ nhiệm làm Sư trưởng của Sư đoàn số 29 tại Freiburg im Breisgau. Đến năm 1873, ông được bổ nhiệm làm Thống đốc của pháo đài Metz, nhưng sau đó xuất ngũ với quân hàm Thượng tướng Bộ binh.

## Vinh danh
Vào ngày 5 tháng 11 năm 1871, ông được tặng thưởng Huân chương Quân công vì những cống hiến của ông đối với các lực lượng Đức. Tại Karlsruhe, Pforzheim và Freiburg đều có những con đường mang tên ông.